# Michiko Kakutani
Michiko Kakutani, née le 9 janvier 1955 à New Haven, est une critique littéraire américaine pour le New York Times, et lauréate du Prix Pulitzer de la critique. Elle est considérée comme une critique littéraire américaine de premier plan,. Elle est la fille du mathématicien Shizuo Kakutani.
Elle publie en 2018 The Death of Truth: Notes on Falsehood in the Age of Trump  (ISBN 978-0525574828). 